# Pixie (folletto)

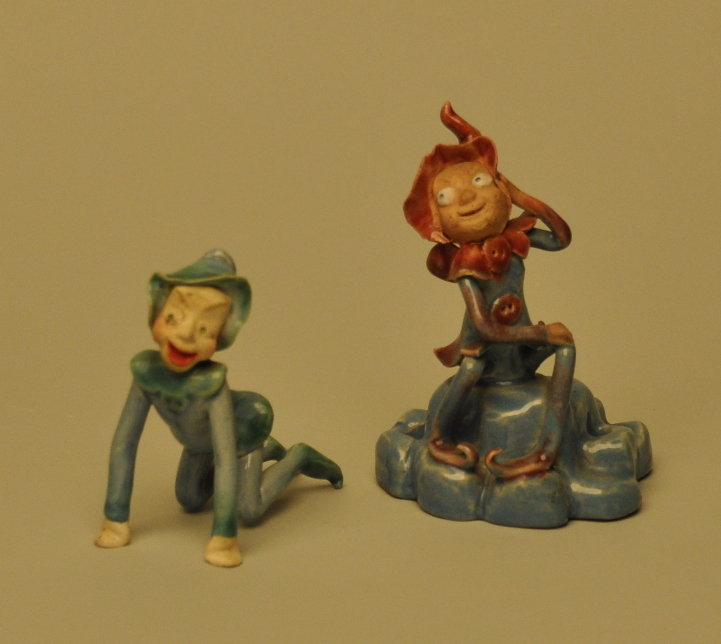
Un disegno raffigurante due pixie

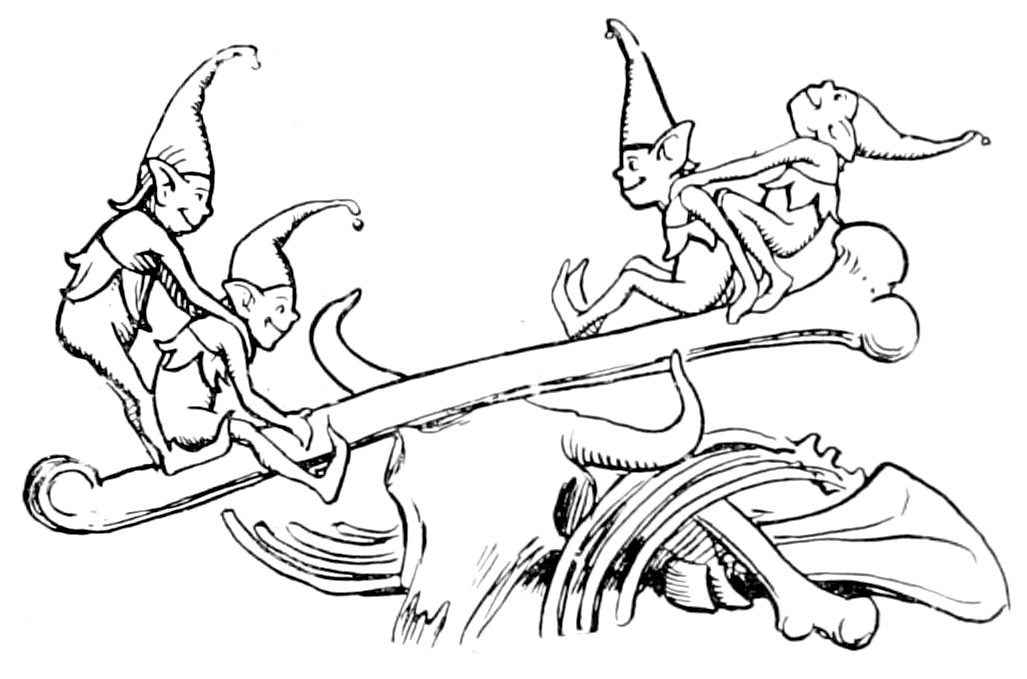
Pixies che giocano sulle ossa di una mucca, disegnati da John Dickson Batten nel 1894

I Pixies sono piccole creature mitiche del folclore britannico, le cui caratteristiche assomigliano a quelle dei folletti e delle fate. Le storie di queste creature sono diffuse nel sud-ovest dell'Inghilterra, nelle regioni del Devon e della Cornovaglia. Nelle raffigurazioni tradizionali un pixie ha solitamente ali, orecchie a punta, vestiti verdi e un cappello anch'esso a punta.

## Etimologia ed origine
L'origine del nome pixie è incerta.  Alcuni pensano provenga dal dialettale svedese pyske, ovvero piccola fata; altri non concordano con questa tesi, sostenendo che data l'origine cornica della parola piskie, questo è probabilmente di derivazione celtica, anche se non è stato individuato l'esatto termine dal quale pixie dovrebbe derivare.
Sebbene sembri che la loro presenza nella mitologia fosse antecedente all'arrivo del Cristianesimo in Gran Bretagna, i pixie vennero assimilati nella nuova religione, con la spiegazione che erano le anime di bambini morti prima di essere battezzati.
Nel 1869 alcuni suggerirono che il nome pixie fosse una reminiscenza delle tribù pitte, che usavano dipingere/tatuarsi di blu, una caratteristica spesso attribuita anche ai pixie. Sebbene questa idea sia talvolta ripresa da scrittori contemporanei, non ci sono connessioni certe e la derivazione etimologica è incerta.
Alcuni ricercatori del XIX secolo hanno elaborato altre ipotesi sulla derivazione del nome, o connesso il termine a Puck, una creatura mitologica a volte descritta come una fata, ma il nome Puck è anch'esso di origine incerta.
Fino all'avvento di racconti moderni, il mito del pixie era localizzato in Bretagna.
Alcuni hanno notato alcune rassomiglianze alle "fate nordiche", le fae germaniche o scandinave, ma i pixie sono distinte da queste dai miti e dalle storie del Devon e della Cornovaglia.

### Sud-Ovest Inghilterra
Prima della metà del diciannovesimo secolo, pixie e fate erano tenute in gran considerazione in Devon e Cornovaglia. I libri dedicati alle credenze locali dei contadini sono pieni di incidenti dovuti a manifestazioni di pixie. Alcune località devono il loro nome al mito dei pixie: ad esempio in Devon, vicino a Challacombe, un gruppo di rocce deve il suo nome alla credenza che i pixie abitino lì vicino. In alcune aree la credenza che pixie e fate siano creature reali è ancora presente.
Nelle leggende provenienti da Dartmoor si dice che i pixie si camuffino da mucchi di stracci per adescare i bambini. I pixies di Dartmoor sono amanti della musica e del ballo e amano cavalcare i puledri del paese. Questi pixie sono generalmente amichevoli e aiutano gli esseri umani, a volte aiutando vedove bisognose o altre nei lavori domestici. Comunque non sono totalmente benigni, in quanto hanno anche la reputazione di portare i viandanti fuori strada (e così il viandante diviene "pixy-led", ovvero "guidato da un pixie" e l'unico rimedio consiste nell'indossare il proprio cappotto rovesciato, con l'interno all'esterno).
La regina dei pixie della Cornovaglia pare sia Joan the Wad ("Giovanna la Torcia"), considerata molto fortunata. Nel Devon, i pixie sono considerati "così piccoli da essere invisibili e innocui o amichevoli per l'uomo".
In alcune leggende e resoconti storici sono descritti con una statura quasi pari a quella di un umano. Per esempio, un membro della famiglia Elford a Tavistock, Devon, si nascose dalle truppe di Cromwell nella casa di un pixie. Nonostante l'entrata sia rimpicciolita col passare del tempo, la casa pixie, una caverna di formazione naturale sullo Sheep Tor, è ancora accessibile.
Si dice anche che a Buckland St. Mary, nel Somerset, i pixie abbiano combattuto contro le fate: e proprio per aver vinto ancora oggi visitano l'area, mentre le fate si dice se ne andarono per sempre dopo la loro sconfitta.
Fin dai primi anni del diciannovesimo secolo i loro contatti con gli umani sono diminuiti. Nel libro del 1824 Cornwall di Samuel Drew, troviamo questa osservazione: "L'era dei pixie, come fu quella della cavalleria, è finita. Al giorno d'oggi non ci sono molte case che si dica siano visitate da questi. Persino i campi e le strade che prima frequentavano spesso sembra siano state dimenticate.  La loro musica può essere udita molto raramente."

### Giornata dei Pixie
La celebrazione della Giornata dei Pixie (Pixie Day) è una vecchia tradizione che ha luogo ogni anno in giugno nella città di Ottery St. Mary, nell'East Devon. La festa si basa su una leggenda secondo la quale i pixie furono banditi dalla città a una grotta là vicino, conosciuta come 'Salone dei Pixie' (Pixie's Parlour).
La leggenda risale ai primi anni del Cristianesimo, quando il vescovo locale, avendo deciso di far costruire una chiesa a Ottery St. Mary, ordinò un set di campane dal Galles e dispose che gli strumenti musicali fossero scortati da monaci durante l'intero tragitto.
Venendo a conoscenza di questa cosa, i pixie si preoccuparono molto, sapendo che le campane, una volta installate, avrebbero battuto le ultime ore del loro dominio su quelle terre. Così gettarono un incantesimo sui monaci, indirizzandoli dalla strada per Otteri a quella che portava alle scogliere di Sidmouth. Proprio quando i monaci stavano per cadere nel mare, uno dei monaci sbatté l'alluce su una roccia, ed esclamò "Dio benedica la mia anima": fu questa invocazione a rompere l'incantesimo.
Le campane furono portate a Otteri e montate. In ogni caso, l'incantesimo dei pixie non fu rotto del tutto; ogni anno in un giorno di Giugno i pixie escono allo scoperto e portano le campane nella loro caverna, da dove devono essere prese dal Vicario di Ottery St. Mary.
Questa leggenda è re-inscenata ogni anno dai gruppi di Lupetti e Coccinelle del paese, con una speciale ricostruzione del 'Salone dei Pixie' nella piazza del paese, mentre la vera grotta è situata lungo le rive del Fiume Otter.

## Caratteristiche

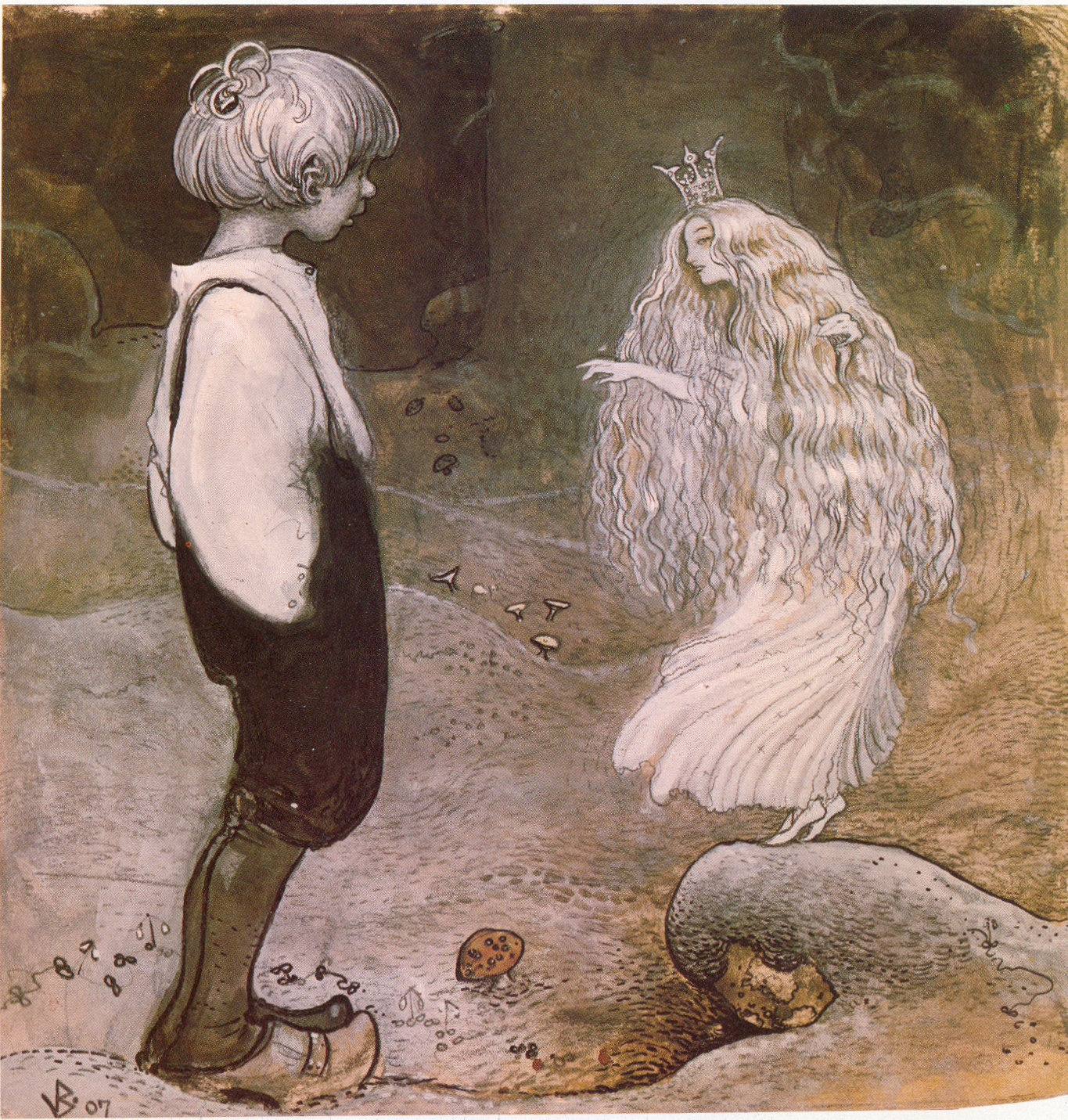
Illustrazione dal libro di Alfred Smedberg 'The seven wishes' in 'Among pixies and trolls', una antologia di storie per bambini

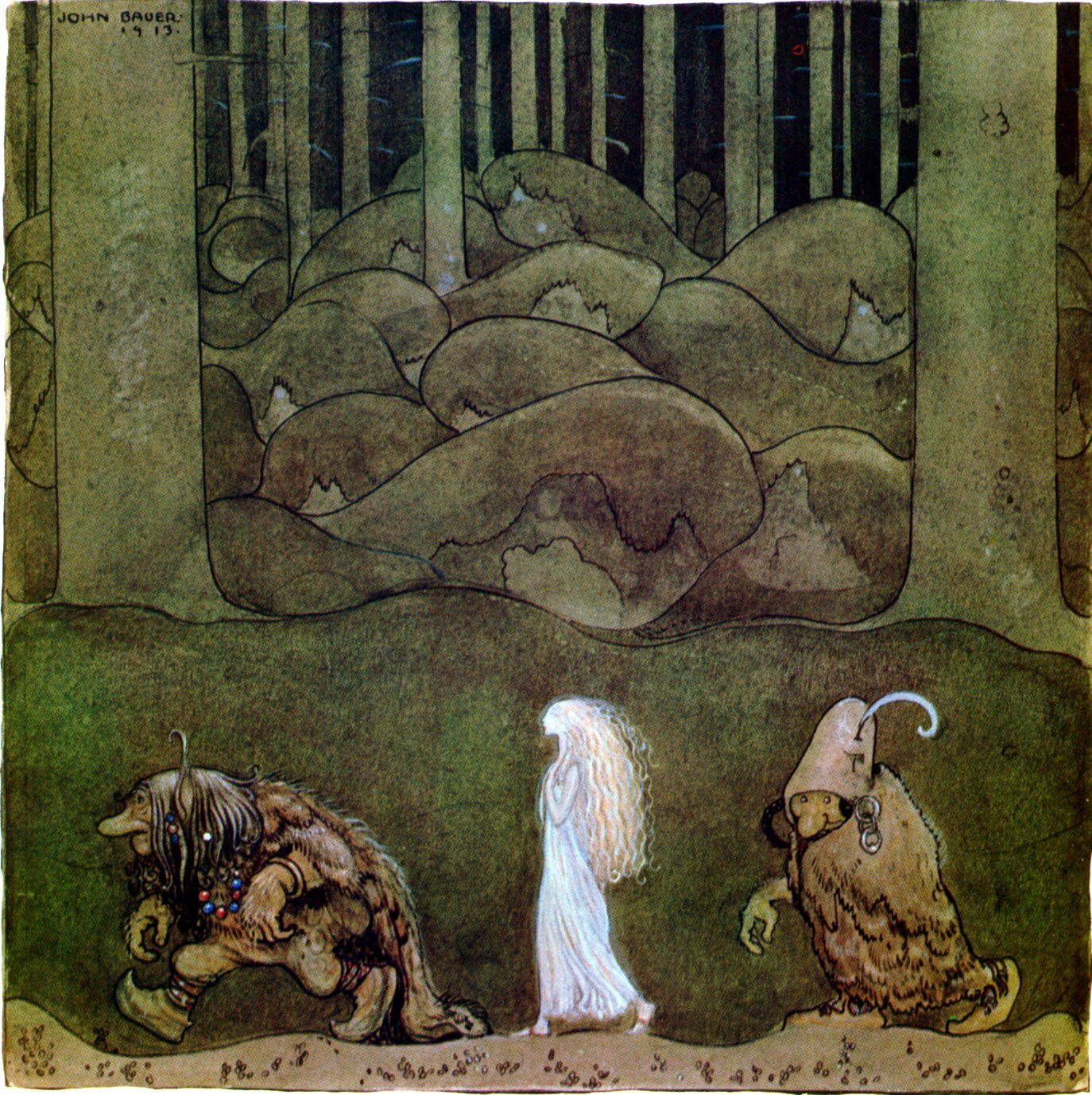
Illustrazione per 'The Changeling' di Helena Nyblom nella antologia "Fra pixie e trolls" (Among pixies and trolls, 1913 Källa)

I pixie sono stati descritti in molti modi diversi sia nel folklore che nei racconti.
Si dice che i pixie siano incredibilmente belli, nonostante ve ne siano alcuni che hanno apparenze strane e distorte; una specie di pixie pare abbia il carattere di un puledro, un'altra alcune caratteristiche in comune con le capre.
Il modesto pixie è una creatura incompresa: spesso confusa con fate, spiriti o altre creature, è in realtà da queste molto differente. Gran parte di questa confusione può essere imputata alla Disney, che usa indifferentemente i termine 'pixie' e 'fata'. Anche Anna Eliza Bray ipotizzò che pixie e fate erano specie distinte.
A parte le specie più elevate di pixie, la maggior parte può essere descritta come secca e ossuta, il cui sesso a volte è impossibile da distinguere. Il loro viso ha forma di cuore, o molto spigoloso, il loro corpo è descritto da linee dritte e hanno una corporatura tozza, specialmente quelli più affini agli alberi e alla terra, mentre i pixie dell'aria o dell'acqua paiono fragili e più effimeri. Hanno dimensioni piuttosto varie, da alcuni centimetri per gli abitanti degli alberi fino a raggiungere l'altezza di un bambino.
I pixie sono spesso poco vestiti o completamente nudi.  Nel 1890, William Crossing annotò la preferenza dei pixie per parti di abiti eleganti: "Difatti, pare esista fra di loro una specie di debolezza per gli ornamenti e un pezzo di fiocco pare sia... altamente valutato da loro". ("Indeed, a sort of weakness for finery exists among them, and a piece of ribbon appears to be ... highly prized by them.") La mancanza di gusto estetico è stata presa da Rachael de Vienne, un moderno scrittore del genere fantastico, per indicare che i pixie vanno generalmente in giro nudi, sebbene capiscano l'umano bisogno di coprirsi. Nel libro di de Vienne, la protagonista, una bambina pixie, si diverte a giocare con dei fiocchi fatti da lei con la camicia del padre.
Si dice anche che alcuni pixie rubino i bambini o che portino i viaggiatori fuori strada. Queste usanze pare in origine fossero riferite alle fate e non ai pixie; nel 1850, Thomas Keightley osservò che la maggior parte della mitologia pixie potrebbe essere stata originata dai miti sulle fate. Si dice anche che i pixie ricompensino chi si cura di loro e puniscano chi si comporta male, tesi per la quale Keightley fa degli esempi. Inoltre, con la loro presenza portano benedizione su chi è affezionato a loro.
I pixie praticano l'equitazione per divertimento e annodano le criniere in grovigli inestricabili. Hanno fama di "grandi esploratori, conoscono le grotte dell'oceano, le fonti delle correnti e le insenature delle terre".
Alcuni credono che i pixie abbiano origine umana, o che "facciano parte della natura umana", al contrario delle fate la cui mitologia fa risalire a forze immateriali e spiriti maligni. In alcune discussioni i pixie sono presentati con creature senza ali e simili ai pigmei, anche se questa è probabilmente una recente aggiunta alla mitologia "classica".
Uno studente inglese prese il mito dei pixie abbastanza sul serio da affermare che "i pixie sono certamente una razza più piccola, e, dalla grande cupezza delle storie a loro proposito, credo che siano anche una razza più antica.

## Interpretazioni letterarie
Molti poeti dell'epoca vittoriana concepivano i pixie come creature magiche. Un esempio è Samuel Minturn Peck: nel suo poema The Pixies, scrive:
‘Tis said their forms are tiny, yet
All human ills they can subdue,
Or with a wand or amulet
Can win a maiden's heart for you;
And many a blessing know to stew
To make to wedlock bright;
Give honour to the dainty crew,
The Pixies are abroad tonight.
La poetessa inglese del tardo novecento Nora Chesson raccoglie la mitologia pixie abbastanza bene nel poema intitolato The Pixies, dove riassume le speculazione e i miti sui pixie in versi:
Have e'er you seen the Pixies, the fold not blest or banned?
They walk upon the waters; they sail upon the land,
They make the green grass greener where'er their footsteps fall,
The wildest hind in the forest comes at their call.
They steal from bolted linneys, they milk the key at grass,
The maids are kissed a-milking, and no one hears them pass.
They flit from byre to stable and ride unbroken foals,
They seek out human lovers to win them souls.
The Pixies know no sorrow, the Pixies feel no fear,
They take no care for harvest or seedtime of the year;
Age lays no finger on them, the reaper time goes by
The Pixies, they who change not, grow old or die.
The Pixies though they love us, behold us pass away,
And are not sad for flowers they gathered yesterday,
To-day has crimson foxglove.
If purple hose-in-hose withered last night
To-morrow will have its rose.
Chesson accenna a tutte le caratteristiche basilari, includendo anche le più moderne. I pixie sono esseri "a metà", non maledetti da Dio o benedetti. Loro fanno l'imprevedibile, benedicono il territorio e sono creature della foresta che altre creature selvagge trovano affascinanti e che non spaventano. Amano gli umani, prendendone alcuni per compagni e sono quasi immortali; sono alati e volano di posto in posto.
La tradizione della "Giornata dei Pixie" nella città natale di Samuel Taylor Coleridge., Ottery St Mary, ispirò il suo poema Song of the Pixies.
La scrittrice dell'epoca vittoriana Mary Elizabeth Whitcombe divide i pixie in tribù a seconda di personalità e scopi.
Nella scrittura moderna, l'autrice fantasy Rachael de Vienne è fedele alla mitologia pixie, intrecciando numerosi elementi di questa nei suoi lavori.
Altri scrittori fanno un tributo ai pixie utilizzandone il nome, sebbene spesso si distacchino dalla mitologia stessa.

### In epoca moderna

#### Winx Club
Il mito dei pixie è stato reinterpretato da Iginio Straffi, il creatore delle italiane Winx.
Nell'universo narrativo delle Winx le pixie sono compagne delle fate, come ad esempio le Winx Club. Per ogni Winx c'è una Pixie che le fa da compagna.
Per Bloom c'è Lockette, la pixie delle soglie. Per Stella c'è Amore, la Pixie dell'omonimo sentimento.
Per ogni Winx c'è una Pixie opposta di comportamento.

#### Animazione
Nel film Disney, Le avventure di Peter Pan, Campanellino è descritta come una pixie, sebbene, nel racconto di J.M.Barrie su cui si basa il film, sia in realtà una fata. Nelle versioni Disney lei usa sempre la "polvere di pixie" anziché la polvere di fata presente nel racconto.
Nel racconto originale di Barrie, Campanellino è tradizionalmente presentata come un puntino luminoso volante emesso da lontano. La Disney continua ad usare i termini "pixie" e "fata" in modo intercambiabile per Campanellino, e spin-off associati.
In Due fantagenitori, i pixie (tradotti nella serie come folletti), sono ottusi, indossano dei completi grigi, parlano con voce monotona, indossano cappelli a punta e, a differenza delle fate, trattano la magia come un affare e al posto delle bacchette magiche usano dei telefoni cellulari.